# Ґанґубаї Катхіаварі
Ґанґубаї Катхіаварі — індійська біографічна кримінальна драма 2022 року мовою гінді, знята Санджаєм Лілою Бхансалі та продюсерами Бхансалі та Джаянтілалом Гадою. Заснована на книзі С. Хуссейна Заїді «Королеви мафії Мумбаї» про Ґанґубаї Катхіаварі, простої дівчини з Катіавада, яка змушена займатися проституцією, а згодом стає власницею борделю і впливовою фігурою в «червоних ліхтарях» Бомбея.  Головну роль у фільмі зіграла Алія Бхатт, а також Шантану Махешварі, Віджай Рааз, Індіра Тіварі, Сіма Пахва, Джим Сарбх і Аджай Девган.
Прем’єра фільму «Ґанґубаї Катхіаварі» відбулася на 72-му Берлінському міжнародному кінофестивалі 16 лютого 2022 року та вийшла в кінотеатрах 25 лютого 2022 року. Фільм отримав широке визнання критиків за свої теми, режисуру, цінність виробництва та гру Бхатта. Фільм зібрав 1,53 мільярда рупій (18 мільйонів доларів США) на внутрішньому ринку та 2,09 мільярда рупій (24 мільйони доларів США) у світі, ставши комерційним успіхом. Численні публікації зазначали Ґанґубаї Катхіаварі та гру Бхатт в різних списках найкращих фільмів і виступів 2022 року .
На 69-й церемонії нагородження Національної кінопремії Ґанґубаї Катхіаварі отримала 5 нагород, у тому числі за найкращу жіночу роль (Бхатт) і найкращий сценарій (Бхансалі та Вашішта). На 68-й церемонії вручення нагород Filmfare Awards фільм отримав 17 провідних номінацій і здобув 11 провідних нагород, включаючи найкращий фільм, найкращу режисуру (Бхансалі) та найкращу жіночу роль (Бхатт).

## Сюжет
У 1944 році 16-річна Ґанґа Джагджівандас Катіаваді, яка народилася в заможній родині гуджаратського адвоката-індуса в Катіаваді, в прагненні стати боллівудською акторкою та втікає з дому зі своїм хлопцем Рамніком, який обіцяє їй кінокар’єру під опікою його тітки Шіли. Рамнік виявляється сутенером, який продає дівчину в бордель Шіли, де її змушують займатися проституцією, а її ім'я змінюють на Ґанґу. Там Ґанґу запроваджує трудові права, виступаючи за те, що повії заслуговують вихідні раз на тиждень. Однієї ночі місцевий бандит-садист Шоукат жорстоко нападає на Ґанґу, в результаті чого її госпіталізували. Сподіваючись на справедливість, Ґанґу йде до принципового боса Шоуката, лідера афганської мафії Рагіма Лали, який вразився її впевненестю. Оголосивши її своєю сестрою, Рагім жорстоко б'є Шоуката, коли той знову з'являється в борделі, через що Ґанґу завойовує обожнювання інших повій. Через дев'ять років після смерті Шіли Ґанґу стає власницею борделя. Відтепер її називають Ґанґубаї і вона стає впливовою фігурою в Каматхіпурі, районі червоних ліхтарів Бомбея .
У 1962 році 14-річну Мадху з району Ратнагірі продають для проституції в публічний будинок у Каматхіпурі. Не маючи змоги змусити її стати секс-працівницею, звідник Рашмібай просить Ґанґубаї переконати її. Ґанґубаї зустрічає Мадху і ділиться своєю історією, зрештою повертаючи її назад. Гангубаї вирішує висунути свою кандидатуру на президентських виборах у Каматхіпурі проти чинного президента, безжальної хіджри на ім’я Разіябаї, який перемагав без жодної поборності протягом останніх двох років. За допомогою Рагіма Ґанґубаї організовує нелегальний продаж алкоголю зі свого публічного будинку, щоб зібрати гроші та покращити рівень життя повій. Після невдалої спроби Разіябаї заарештувати Ґанґубаї, вона транслює безкоштовні фільми на гінді у своєму районі, залучаючи прихильників Разіябаї. Крім того, вона влаштовує шлюб між Рошні, незайманою дочкою товариша-повії Кусума, та Афсаном, кравцем-мусульманином з Біхарі, з яким у неї був короткий роман, виплативши їм придане та влаштувавши грандіозне свято, отримавши подальшу підтримку. Ґанґубаї перемагає на виборах і починає виступати за громадянські права повій. Перебуваючи на посаді, вона дзвонить родині вперше за дванадцять років і дізнається, що її батько помер, а родина не пробачила їй втечу.
Після грандіозного святкування Наваратрі та добровільного утримання від справ (дев'ятий день святкування індуїсти вважають святим), Рагім повідомляє Ґанґубаї, що сусідня католицька школа для дівчат розпочала кампанію з виселення повій із цього району через побоювання негативного впливу, тоді як місцевий будівельник хоче знести публічні будинки, щоб побудувати хмарочоси на своїй землі. Ґанґубаї протестує, заявляючи, що повії Каматхіпури залишаться бездомними, якщо їх виселять, а Рагім залякує агента будівельника. Ґанґубаї відвідує директора школи, щоб домогтися, щоб дітей з її борделю прийняли до школи, заплативши за навчання протягом п'яти років і запропонувавши реалізацію їхнього право на освіту як кращий спосіб викорінення секс-торгівлі, ніж примусове виселення. Дівчат зараховують на очах газетного журналіста Гаміда, але черниці викидають їх у перший день після її від’їзду. Гамід вирішує опублікувати інтерв'ю Ґанґубаї щодо кампанії у своїй газеті, щоб підтримати її справу. Тим часом її подруга Камлі помирає після пологів, і Ґанґубаї забирає її дитину — Паммі.
Гамід організовує виступ Ґанґубаї на зустрічі феміністок на Азад Майдані. У своїй промові Ґанґубаї підкреслює женоненависницькі суспільні погляди на її спільноту, які називають повій аморальними, але не чоловіків, які відвідують їх і позбавляють їхніх дітей основних прав людини. Після того, як її виступ стає популярним, Гамід організовує зустріч з місцевим політиком, шукаючи її підтримки на майбутніх виборах. Після того, як школа подала заяву  до Верховного суду, Ґанґубаї гарантується зустріч з прем'єр-міністром у Нью-Делі. Ґанґубаї вимагає легалізації проституції в країні, стверджуючи, що її околиці постійно піддаються дискримінації та знаходяться на межі бездомності. Прем'єр-міністр погоджується створити комітет для розслідування ситуації з проституцією в країні та заборонити ліквідацію борделів у Каматхіпурі. Завдяки цьому розпорядженню повіям у борделях в Каматхіпурі вдається запобігти виселенню, а Ґанґубаї стає широко відома у своєму регіоні завдяки своєму впливу та громадській активності.

## Акторський склад
- Алія Бхатт — Ґанґубаї Катхіаварі, жінка-мафіозі та власниця борделю в Каматхіпурі.
- Аджай Девган — Рагім Лала, мафіозі південного Бомбея афганського походження та побратим Ґанґубаї (персонаж, заснований на Карімі Лали).
- Шантану Махешварі — Афсан Банр-Ур Разза, кравець з Калькутти, який приїхав до Бомбея, щоб навчитися ремеслу у свого дядька.
- Віджай Рааз у ролі Разіябаї, кастрованого чоловіка-секс-працівника з Каматхіпури.
- Індіра Тіварі — Камлі, повія, яка стала найкращою подругою Ґанґу і працювала з нею в одному борделі.
- Сіма Пахва в ролі Шіли, мадам, яка купила Ґанґу.
- Варун Капур — Рамнік Лала, сутенер, який прикинувся закоханим у Ґанґу, а потім продав її в бордель.
- Джим Сарбх у ролі Гамід Фейзі, журналіста газети «Бомбей Урду Таймс».
- Рахул Вохра в ролі прем'єр-міністра (персонаж, заснований на Джавахарлал Неру).
- Анмол Каджані — Бірджу, дворецький Ґанґубаї.
- Прашант Кумар у ролі Бадрі, поплічника Шіли (а згодом Ганґубаї).
- Раза Мурад як агент забудовника.
- Чхая Кадам у ролі Рашмібаї, подруги мадам Каматхіпури.
- Міталі Джагтап — Кусум, повія, яка стала подругою Ґанґу та Камлі і працювала з ними в одному борделі.
- Паллаві Джадхав — Рама, повія з Каматхіпури.
- Круті Саксена — Німмі, повія з Каматхіпури.
- Сонал Сагор у ролі Банно, повії з Каматхіпури.
- Лата Сінгх у ролі Лати, повії з Каматхіпури.
- Екта Шрі в ролі Екти, повії з Каматхіпури.
- Абхірамі Босе в ролі Абхірамі, повії з Каматхіпури.
- Чам Даранг у ролі Чам, повії з Каматхіпури.
- Балдев Трехан у ролі дядька Афсаара.
- Джахангір Хан у ролі Шоуката Аббаса Кхана, клієнта-садиста, який кривдить Ґанґу.
- Фаїз Хан у ролі Ліаката, поплічника Рагіма Лали.
- Ракеш Бхавсар — Джугну, чоловік, який намагався приставати до Ґанґу, коли вона повела групу своїх колег-повій дивитися кіно в сусідній кінотеатр у вихідний день.
- Рошан Чаттерджі — Пінку, поплічник Разіябаї.
- Хума Куреші в ролі Дільруби, співачки Кавалі.

## Виробництво

### Розвиток
Новина про екранізацію одного з розділів книги Хуссейна Заїді «Королеви мафії Мумбаї» вперше з'явилася в червні 2017 року, головну роль у якій зіграла Пріянка Чопра. Попередня назва фільму — Хіра Манді. У березні 2019 року Чопра підтвердила, що працює над проектом з Бхансалі, який також підтвердив, що знімає Ґанґубаї Катхіаварі з Чопрою. Однак у вересні 2019 року ЗМІ повідомили, що Алія Бхатт, яка мала зніматися в іншому фільмі Бхансалі під назвою «Іншалла», збирається замінити Чопру після того, як «Іншалла» буде відкладений на потім. Основні зйомки розпочалися у Film City, Мумбаї 27 грудня 2019 року  .

### Кастинг
Цей фільм знаменує собою дебют телеведучої Шантану Махешварі в кіно мовою  гінді, який грає хлопця Гангубаї — Афана. І телевізійний актор Варун Капур дебютує в ролі Рамніка Лали.

### Зйомки
Зйомки почалися в лютому 2019 року . Виробництво було призупинено в березні 2020 року через карантин індійського уряду через пандемію COVID-19, коли фільм було готово на 70%. Бхатт відновила роботу 6 жовтня 2020 року, а Аджай Девган, який грає епізодичну роль, приєднався до знімальних майданчиків 27 лютого 2021 року. Зйомки фільму було закінчено 26 червня 2021 року  .

### Саундтрек
Музику до фільму створили брати Санчіт Балхара та Анкіт Балхара. Пісні, що представлені у фільмі, були створені Санджаєм Лілою Бхансалі, а тексти написані А. М. Туразом, Кумаром і Бходжаком Ашоком «Anjam». Версія співака на гінді включає таких виконавців як: Тараннум Джайн, Діпті Реге, Адіті Прадхудесай, Адіті Пол, Калпана, Ручна, Прагті. Версія співака на телугу була виконана з такими артистами: Сахіті Командурі, П. Сатья Яміні, Харіні Іватурі, Асвіні Чепурі, В. Павані.

## Прем'єра

### Кінотеатри
Прем'єра фільму Ґанґубаї Катхіаварі відбулася 16 лютого 2022 року на 72-му Берлінському міжнародному кінофестивалі  у гала-секції Berlinale Speciale . Фільм вийшов у прокат 25 лютого 2022 року. Раніше вихід фільму був запланований на 30 липня 2021 року, але його перенесли через зростання кількості випадків захворювання та другу хвилю пандемії COVID-19. Потім було заплановано випустити фільм у світовий прокат 6 січня 2022 року, але, щоб уникнути конфлікту з RRR SS Раджамоулі, який також було відкладено через омікронний варіант Covid-19, реліз перенесено на 18 лютого. Пізніше дату перенесли на тиждень, щоб випустити 25 лютого 2022 року.
Фільм вийшов мовою гінді разом із дубльованою версією телугу.

### Стримінговий сервіс
Фільм транслюється на Netflix з 26 квітня 2022 року. У червні 2022 року фільм став найпопулярнішим індійським фільмом на Netflix.

## Сприйняття

### Каса
Ґанґубаї Катхіаварі зібрав 1,05 мільярда рупій (1,2 мільйонів доларів США) у перший день прокату в Індії. На другий день він заробив 1,33 мільярда рупій (1,5  мільйонів доларів США), а на третій — 1,53 мільярда рупій (1,8 мільйонів доларів США), довівши загальний збір за перший вікенд до 3,91 мільярда рупій (4,5 мільйонів доларів США).
Станом на 14 квітня 2022 року фільм зібрав 1,54 мільярда рупій (18 мільйонів доларів США) в Індії та 0,56 мільярда рупій (6,4 мільйона доларів США) за кордоном, що в сумі дало світові касові збори 2,09 мільярда рупій  (24 мільйони доларів США), окупивши свій бюджет і ставши комерційним успіхом. Загальні світові збори фільму перевищили 2,10 мільярда рупій (24 мільйони доларів США), що зробило його п’ятим найкасовішим фільмом на гінді у 2022 році. Bollywood Hungama та Box Office India назвали фільм «хітом» за касовими зборами.

### Оцінка критиків
Ґанґубаї Катхіаварі отримав схвальні відгуки критиків, в основному за акторську гру (зокрема Бхатт, Рааза, Махешварі, Девґана та Пахви), музику, художнє оформлення, операторську роботу, сюжетну лінію та режисуру Бхансалі. На сайті агрегатора рецензій Rotten Tomatoes, фільм отримав 91% схвальних відгуків на основі 22 рецензій та середню оцінку 7/10.

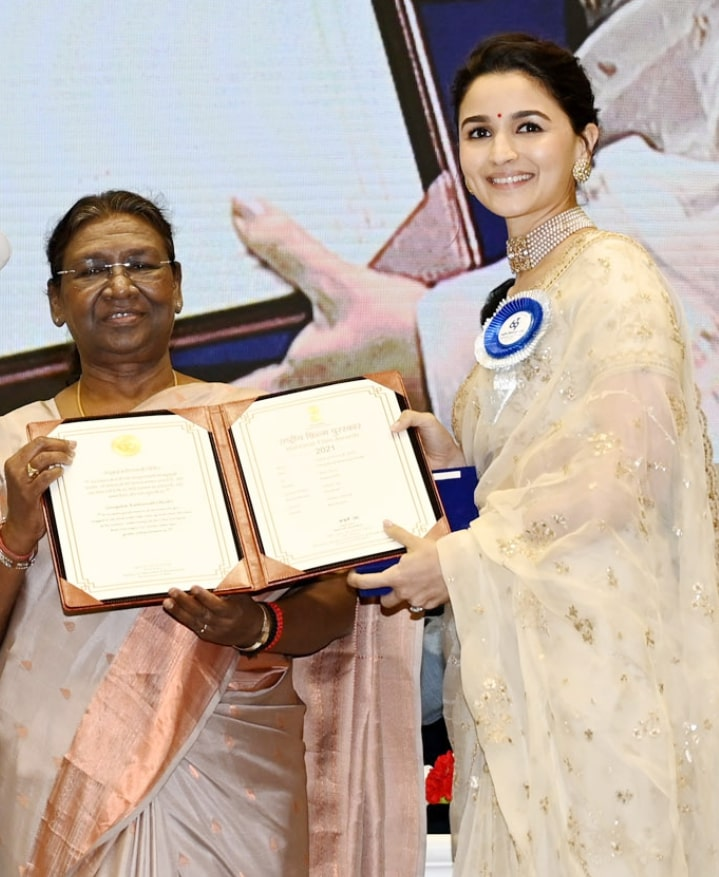
Гра Бхатт як головної героїні заслужила визнання, отримавши кілька нагород, включаючи Національну кінопремію за найкращу жіночу роль.

Сушрі Саху з Mashable поставила фільму чотири з половиною зірки з п’яти і написав «Ґанґубаї Катхіаварі Санджая Ліли Бхансалі з Алією Бхатт, Аджаєм Девґаном та іншими в головних ролях справді приваблює натовп. Мугдха Капур Сафая з DNA India поставив фільму чотири з п’яти зірок і написав: «Оповідь фільму така, що ви будете співпереживати Ґанґу, вболівати за неї та вболівати за неї кожну маленьку перемогу, але ніколи її не жаліти».
Джагадіш Ангаді з Deccan Herald дав фільму чотири з п’яти зірок і написав: «Алія Бхатт у ролі Ґанґубаї надзвичайно блискуча. Лінійна оповідь ефективно висвітлює численні конфлікти Ґанґубаї. Венді Айд з The Observer дала фільму оцінку чотири з п’яти зірок і написала: «Вражаюча історія про секс-працівницю, яка піднімається крізь лави бандитського Мумбаї 60-х років, супроводжується магнетичним перформансом Алії Бхатт».
Ронак Котеча з The Times of India оцінив фільм на три з половиною з п'яти зірок і написав: «Що б не було в цій драмі, у ній достатньо моментів, які затягнуть вас у світ, де ночі здаються нескінченними, а світло ніколи не згасає». Сайбал Чаттерджі з NDTV оцінив фільм на три з половиною з п'яти зірок і написав: «Візуально розкішне дослідження характерів, більш барокове, ніж у Бомбеї 1950-х, водночас масштабне й інтимне». Тушар Джоші з India Today оцінив фільм на три з половиною з п'яти зірок і написав: «Операторська робота у Ґанґубаї Катхіаварі, музичний супровід і діалоги — це три стовпи, які перетворюють фільм з чергового сміливого байопіку на фільм, що справляє величезний вплив. «Ґанґубаї» — це серйозний ризик як для Бхансалі, так і для Алії. Ризик, який чудово окупився як для режисера, так і для його музи».
Пратап Наїр з Firstpost оцінив три з половиною зірки з п’яти і написав: «Написаний Бхансалі та Уткаршіні Вашіштхою, фільм перевертає розповідь, надаючи надзвичайні поступки головній жіночій ролі, що не зовсім часте явище в Боллівуді». Bollywood Hungama оцінив фільм у три з половиною зірки з п’яти, написавши: «Ґанґубаї Катхіаварі, у якій зіграла Алія Бхатт, — це потужна сага, прикрашена чудовими моментами та найкращою грою Алії Бхатт у кар’єрі. У прокаті, має яскраві шанси забити серед мультиплексу та жіночої аудиторії». Стюті Гош із The Quint дав фільму три з половиною зірки з п’яти і написав: «Ґанґубаї Катхіаварі — це полотно Санджая Ліли Бхансалі та повне шоу Алії Бхатт».
Суканья Верма з Rediff поставила фільму три з половиною зірки з п’яти і написала: «Щось в Алії, безсумнівно, змінилося після Ґанґубаї. Увесь її виступ полягає в тому, щоб довести собі, а не світові, що вона може», — вважає Суканья Верма». Санджана Джадхав із Pinkvilla поставила фільму три з половиною зірки з п’яти і написала: «Алія Бхатт і акторський склад, візуальні ефекти Бхансалі та короткий погляд у цей жорстокий світ роблять його безсумнівним».
Девеш Шарма з Filmfare оцінив фільм у три з половиною зірки з п’яти і написав: «SLB знову дав нам фільм, який тримає нас прикутими до своїх місць протягом майже трьох годин». Шубхра Ґупта з The Indian Express оцінив фільм у три зірки з п’яти, написавши: «Останній фільм Санджая Ліли Бхансалі — це старомодний фільм із діалогами та почуттями, який Боллівуд забуває робити».
Моніка Равал Кукрея з Hindustan Times написала: «Алія Бхатт... чудово зіграла роль Ґанґубаї» . Анудж Кумар з The Hindu написав: «Це просто Бхансалі в його найкращих проявах, оскільки він зміг поєднати ремесло зі змістом; тут він намагається створити Pakeezah для міленіалів і майже досягає успіху» .  Соня Дедхія з News18 написала: «Алія Бхатт практично зникає в образі Ґанґубаї Катхіаварі. В її очах важко помітити напруженість і наполегливість у голосі».

### Підсумки за рік
Газета The Guardian включила образ Алії Бхатт до свого списку найкращих виступів на великому екрані всіх часів . Венді Айд з Screen Daily назвала гру Бхатт у фільмі найкращою грою 2022 року. Марк Кермоуд з The Guardian назвав гру Бхатт у фільмі однією з десяти найкращих ігор 2022 року . Субхаш К. Джа з Times of India включила роль Бхатт у фільмі до п’ятірки найкращих жіночих робіт 2022 року .  Суканья Верма з Rediff назвала Бхатт однією з найкращих артисток 2022 року .
Санюкта Тхакаре з Mashable назвала Бхатт однією з найкращих артисток року . Сантану Дас з Hindustan Times назвав гру Бхатт одною із найкращих у індійських фільмів 2022 року . Сакші з <i id="mwAlY">News24</i> назвав гру Бхатт однією із найкращих у індійських фільмах 2022 року.
Ананья Джайн з Indiatimes назвав гру Бхатт однією з найкращих індійських кіноперформансів 2022 року . Співробітники Man's World назвали гру Бхатт у фільмі однією з найкращих жіночих ігор Боллівуду 2022 року .
Субхаш К. Джа з Firstpost назвав Ґанґубаї Катхіаварі найкращим гінді-фільмом 2022 року . Анупама Чопра з Film Companion назвав його третім найкращим індійським фільмом 2022 року . Шубра Гупта з The Indian Express назвав його одним із найкращих фільмів 2022 року.
Діпа Ґало з Rediff назвала його одним із своїх найкращих фільмів 2022 року. Апаріта Бхандарі з Paste включила його до десяти найкращих фільмів Боллівуду 2022 року. Times of India назвав його одним із найкращих фільмів Боллівуду 2022 року. Financial Express назвав його одним із найкращих контент-орієнтованих фільмів 2022 року. Корін Салліван і Жасмін Тінг з Cosmopolitan включили його до двадцятки найкращих фільмів Боллівуду 2022 року. Аллан Хантер із Screen Daily вніс його до десятки найкращих фільмів 2022 року. Сіддхант Адлакха з Vulture назвав його одним із п’яти найкращих індійських фільмів 2022 року. Шоміні Сен з WION назвав його одним із найкращих гінді-фільмів 2022 року. Анудж Кумар із The Hindu назвав його одним із найкращих гінді-фільмів 2022 року.
Нідхі Гупта з Vogue India назвала його одним із найкращих фільмів Боллівуду 2022 року . Співробітники Scroll назвали його одним з найкращих і найбільш пам'ятних релізів 2022 року в кінотеатрах і на стрімінгових платформах різними мовами . Meenakshi Shedde з Mid-Day включив його до двадцятки найкращих індійських фільмів 2022 року.

## Вплив
Ґанґубаї Катхіаварі вважається одним із фільмів, які відродили кінобізнес після пандемії COVID-19. Його вважають криголамом для Боллівуду, оскільки це був один із небагатьох фільмів на гінді, який повернув глядачів у кінотеатри після пандемії . Боллівуд Хунгама зазначили, що комерційні результати Ґанґубаї Катхіаварі дали таку необхідну надію індустрії на те, що касові збори найближчим часом зростуть ще більше. Вони також відзначили здатність Бхатт знімати фільм самостійно та заявили: «Акторки часто не в змозі це зробити, і їм потрібна допомога актора-чоловіка, щоб залучити глядачів у кінотеатри. Алія, навпаки, виділяється і їй не потрібна підтримка героя. Без актора їй вдалося зняти фільм, який має всі шанси увійти до клубу 10 мільярдів рупій, і це багато про що говорить».
Крім того, Bollywood Hungama також зазначив, що існує думка, що аудиторія, яка відвідує кінотеатр, складається переважно з чоловіків. Як наслідок, фільми про тестостерон, орієнтовані на чоловіків, матимуть високі шанси на успіх, а представниці жіночої статі не можуть зробити фільм хітом. Однак касові показники Ґанґубаї Катхіаварі доводять, що навіть жіноча аудиторія може перенести фільм у зону «хітів» або навіть «суперхітів» . Образ Бхатт в Ґанґубаї Катхіаварі надихнув Північний показ високої моди в Малайзії 2022. Дедлайн Голлівуд відзначив, що Ґанґубаї Катхіаварі  виявився «рідкісним проривом» для болівудського фільму, де головну роль грає жінка . Акторка Бхумі Педнекар завдячує Ґанґубаї Катхіаварі тим, що він заохотив її зніматися у фільмах з жінками у головних ролях. Професор культури Рейчел Дваєр назвала Ґанґубаї Катхіаварі версією Бхансалі культової класики 1972 року Pakeezah . Вона провела паралелі між персонажами Бхатт та Міни Кумарі та написала: «Ґанґубаї можна розглядати як версію Сахібджан/Пакіза, яка опинилася у великому сучасному місті Бомбей/Мумбаї, а не в придворному світі тодішнього Індостану, так само, як Міна Кумарі була героїнею кіно після здобуття незалежності, як Алія Бхатт є сучасним пост-Боллівудом». Журнал Outlook назвав Ґанґубаї Катхіаварісучасною класикою та відзначив, що фільм створив основу для зміни смаків аудиторії.

## Зовнішні посилання
- Ґанґубаї Катхіаварі на сайті IMDb (англ.)
- Gangubai Kathiawadi at Bollywood Hungama
- Gangubai Kathiawadi на сайті Rotten Tomatoes (англ.)